# Gabinet Anthony’ego Albanese’a
Gabinet Anthony’ego Albanese’a – siedemdziesiąty czwarty i aktualnie urzędujący gabinet federalny Australii. Jest to gabinet jednopartyjny, tworzony przez Australijską Partię Pracy (ALP), urzędujący od 23 maja 2022. Na czele rządu stoi Anthony Albanese. Zastąpił on drugi gabinet Scotta Morrisona, tworzony przez centroprawicową Koalicję.

## Okoliczności powstania
W wyborach parlamentarnych przeprowadzonych w dniu 21 maja 2022 Australijska Partia Pracy wygrała wybory, pokonując dotychczas rządzący blok Liberalnej Partii Australii i Narodowej Partii Australii. 23 maja, w obecności gubernatora generalnego Australii Davida Hurleya, zostali zaprzysiężeni: Anthony Albanese na urząd premiera, Richard Marles na urząd wicepremiera i ministra ds. zatrudnienia, Jim Chalmers na urząd ministra skarbu, Penny Wong na urząd minister spraw zagranicznych oraz Katy Gallagher na urząd minister finansów, minister ds. kobiet, prokurator generalnej i wiceprzewodniczącej Federalnej Rady Wykonawczej. Pełny skład gabinetu został ogłoszony 31 maja, a dzień później został on zaprzysiężony.

## Skład
| stanowisko                                                                | osoba            |
| ------------------------------------------------------------------------- | ---------------- |
| premier                                                                   | Anthony Albanese |
| wicepremier                                                               | Richard Marles   |
| minister ds. zatrudnienia                                                 | Richard Marles   |
| minister spraw zagranicznych                                              | Penny Wong       |
| przedstawicielka rządu w Senacie (Leader of the Government in the Senate) | Penny Wong       |
| minister skarbu                                                           | Jim Chalmers     |
| minister finansów                                                         | Katy Gallagher   |
| minister ds. kobiet                                                       | Katy Gallagher   |
| prokurator generalna                                                      | Katy Gallagher   |
| wiceprzewodnicząca Federalnej Rady Wykonawczej                            | Katy Gallagher   |

| stanowisko                                                                           | osoba            |
| ------------------------------------------------------------------------------------ | ---------------- |
| premier                                                                              | Anthony Albanese |
| wicepremier                                                                          | Richard Marles   |
| minister obrony                                                                      | Richard Marles   |
| minister spraw zagranicznych                                                         | Penny Wong       |
| przedstawicielka rządu w Senacie (Leader of the Government in the Senate)            | Penny Wong       |
| minister skarbu                                                                      | Jim Chalmers     |
| minister finansów                                                                    | Katy Gallagher   |
| minister ds. służby publicznej                                                       | Katy Gallagher   |
| minister ds. kobiet                                                                  | Katy Gallagher   |
| wiceprzewodnicząca Federalnej Rady Wykonawczej                                       | Katy Gallagher   |
| minister ds. handlu i turystyki                                                      | Don Farrell      |
| minister ds. zatrudnienia i relacji w miejscu pracy                                  | Tony Burke       |
| minister kultury                                                                     | Tony Burke       |
| przewodniczący Izby Reprezentantów (Leader of the House)                             | Tony Burke       |
| minister zdrowia                                                                     | Mark Butler      |
| ministra sportu                                                                      | Anika Wells      |
| ministra ds. opieki senioralnej                                                      | Anika Wells      |
| minister ds. zmian klimatu i energii                                                 | Chris Bowen      |
| minister środowiska i wody                                                           | Tanya Plibersek  |
| minister infrastruktury, transportu, rozwoju regionalnego i samorządu terytorialnego | Catherine King   |
| minister ds. usług społecznych                                                       | Amanda Rishworth |
| minister ds. ubezpieczeń dla osób niepełnosprawnych                                  | Bill Shorten     |
| minister ds. usług administracji publicznej                                          | Bill Shorten     |
| minister ds. rdzennych Australijczyków                                               | Linda Burney     |
| prokurator generalny                                                                 | Mark Dreyfus     |
| sekretarz Gabinetu                                                                   | Mark Dreyfus     |
| minister ds. umiejętności i szkoleń                                                  | Brendan O’Connor |
| minister edukacji                                                                    | Jason Clare      |
| minister ds. mieszkalnictwa                                                          | Julie Collins    |
| minister ds. bezdomności                                                             | Julie Collins    |
| minister ds. małych przedsiębiorstw                                                  | Julie Collins    |
| minister ds. komunikacji                                                             | Michelle Rowland |
| minister ds. zasobów                                                                 | Madeleine King   |
| minister ds. północnej Australii                                                     | Madeleine King   |
| minister rolnictwa, rybołówstwa i leśnictwa                                          | Murray Watt      |
| minister ds. zarządzania kryzysowego                                                 | Murray Watt      |
| minister przemysłu i nauki                                                           | Ed Husic         |
| minister spraw wewnętrznych                                                          | Clare O'Neill    |
| minister ds. cyberbezpieczeństwa                                                     | Clare O'Neill    |